# Януш Земке
Януш Владислав Земке (пол. Janusz Władysław Zemke; 24 лютого 1949, Ковалево-Поморське, Куявсько-Поморське воєводство, Польща) — польський соціолог і політик. Держсекретар Міністерства національної оборони Польщі в період з 2001 по 2005 рік, депутат Європейського парламенту з 2014 року. Виступає головним аналітиком та експертом з польської зовнішньої політики в оборонній сфері, надаючи роз'яснення по різним питанням, як то: наслідки розміщення системи балістичних оперативно-тактичних ракетних комплексів класу земля-земля «Іскандер» в Калініградській області чи розміщення американської системи «MIM-104 Patriot» на території Польщі в рамках програми «Вісла».

## Біографія
Януш Владислав Земке народився 24 лютого 1949 року в місті Ковалево-Поморське, що розташоване в Куявсько-Поморському воєводстві. Закінчив юридичний факультет Університету Миколи Коперника в Торуні. Отримав докторску ступінь з політології у Вищій школі суспільних наук при Центральному комітеті Польської об'єднаної робітничої партії. В період з 1970 по 1977 рік працював науковим співробітником при Університеті технологічних і біологічних наук Бидгоща. З 1969 по 1990 рік був членом Польської об'єднаної робітничої партії, де обіймав посаду секретаря місцевого комітету в місті Бидгощ. На початку 1989 року отримав мандат члена Польського Сейму, який обіймав протягом шести років. В цей час працював в Парламентському комітеті національної оборони, адміністрації та внутрішніх справ. Паралельно з парламентською діяльністю закінчив спеціалізовані курси в Канаді, Німеччині та США. Після цього в період з 1997 по 2001 рік був представником комісії Польського Сейму з питань військових технологій в Західноевропейському союзі. З 2001 по 2005 рік працював на посаді заступника міністра національної оборони. На цій посаді він відповідав за бюджет, інвестиції та технічну модернізацію армії та створення учебного центру НАТО на території Польщі. Отримав військове звання — лейтенант запасу. Проходив військову службу в 12-й механізованій дивізії в Щецині, а також 16-й танковій дивізії в Ельблонзі. На виборах в Європейський парламент 7 червня 2009 року отримав мандат детупата по округу № 2 в Куявсько-Поморському воєводстві. Одружений, жінка Гражина працює вчителькою. В шлюбі троє дітей: син Лежка та двійнята Оле та Олка.

## Нагороди
- Орден Відродження Польщі (Лицарський Хрест);
- Орден Відродження Польщі (Офіцерський Хрест);
- Хрест Заслуги (Срібний);
- Медаль "За заслуги при обороні країни"[ru]

## Публікації
- Janusz Zemke. Zsl W Systemie Politycznym Polski Ludowej. — Państ. Wydaw. Naukowe, 1979. — 337 с. — ISBN 9788301007034.